# Stütztenderlokomotive

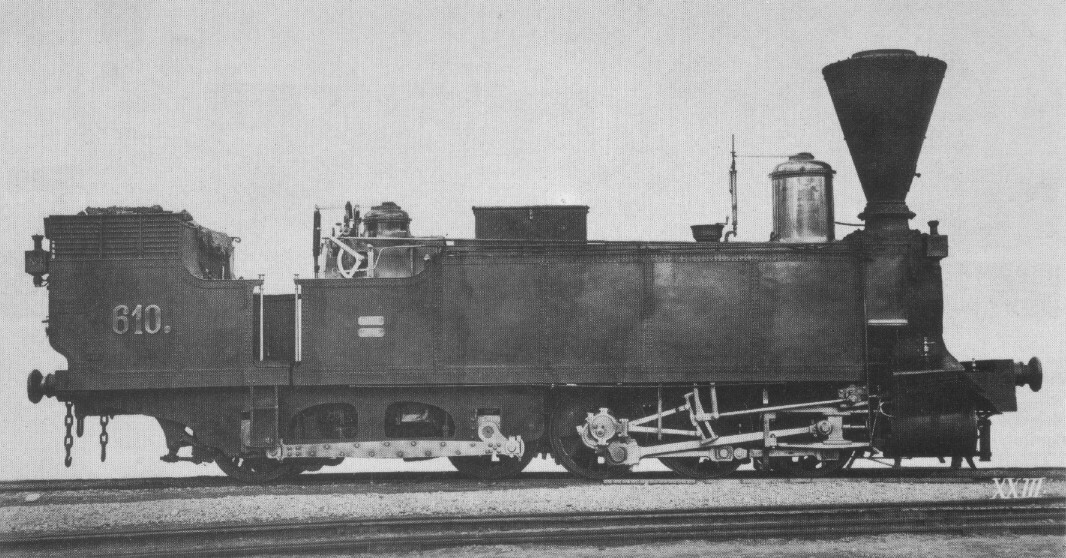
Lok Nr. 610 der Semmeringbahn gehörte zur weltweit ersten Serie von Stütztenderlokomotiven. Deutlich sichtbar ist die zusätzliche Kuppelstange für den Antrieb des Tenders.

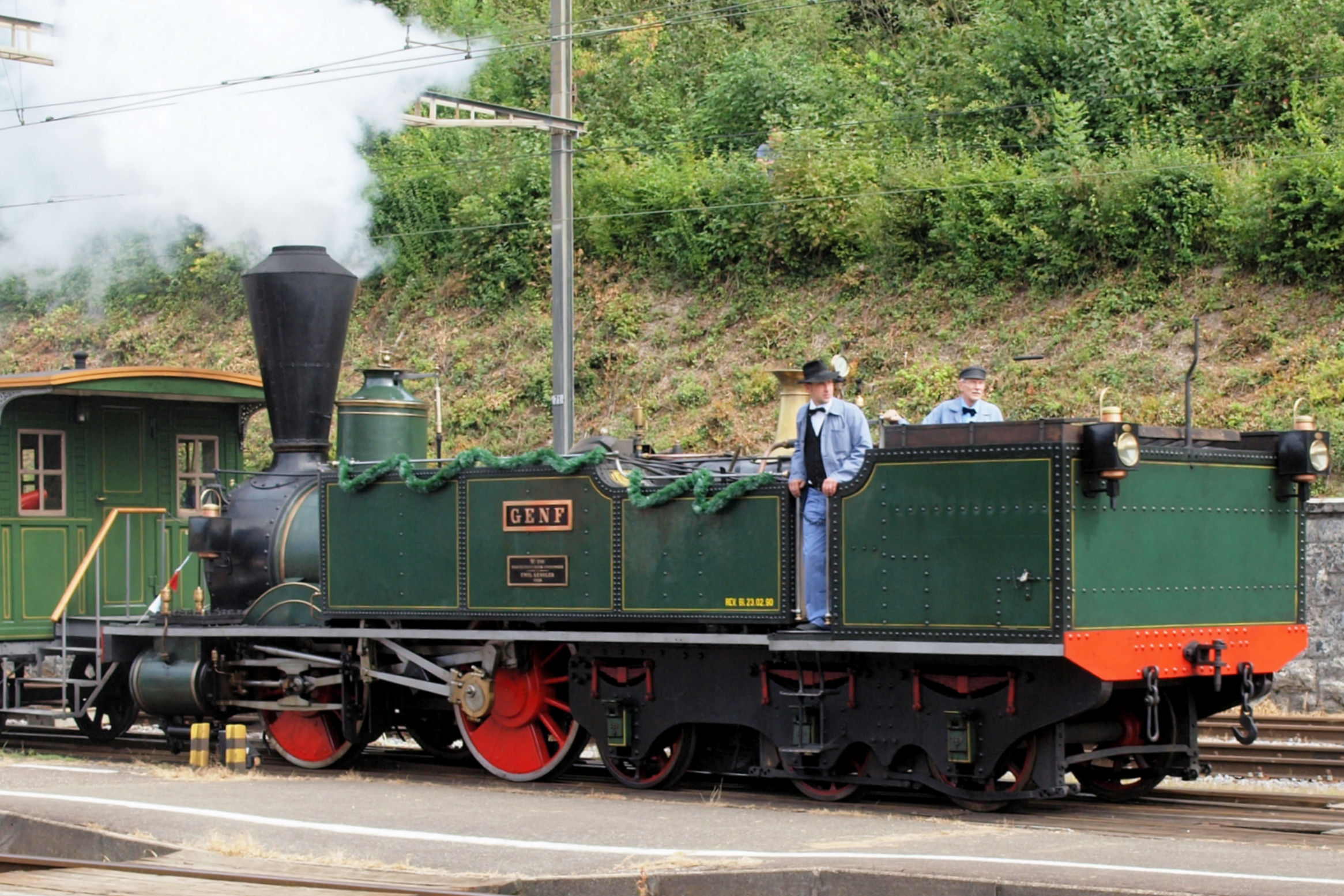
Die Stütztenderlokomotive Ec 2/5 28 „Genf“ ist die älteste Lokomotive der Schweiz. Die vorderste Achse des dreiachsigen Stütztenders befindet sich vor der Feuerbüchse.

Die Stütztenderlokomotive ist eine Sonderbauform der Dampflokomotive, die aus der Anforderung entstand, eine weit hinter der letzten Kuppelachse überhängende Feuerbüchse eines großen leistungsfähigen Kessels abzustützen. Der Aufbau liegt vom Prinzip zwischen einer Schlepptenderlokomotive und einer Tenderlokomotive. Während der Wasserkasten in der Regel wie bei einer Tenderlokomotive beidseits des Kessels angebracht ist, werden die Kohlen auf dem Tender mitgeführt. Durch die drehbare Verbindung des Stütztenders mit der Lokomotive wird ein kurzer fester Radstand geschaffen, der die Maschine kurvenbeweglich macht. Bei der Abnahme der auf dem Stütztender gelagerten Kohlevorräte werden die Kuppelachsen weniger entlastet als bei einer Tenderlokomotive.

## Geschichte
Als ab den 1850er-Jahren die Eisenbahnen die Gebirge überwanden, stiegen die Anforderungen an die Lokomotiven. Die größer und stärker werdenden Lokomotiven konnten aber nicht mit weiteren Treibachsen gebaut werden, da die Kurvengängigkeit gewahrt bleiben musste. Daher kam man auf die Idee, bei weiterhin kleinem feststehenden Achsstand einen Teil des Gewichtes des vergrößerten Kessels vom Tender abfangen zu lassen, womit die Stütztenderlokomotiven entstanden. Die Bauart bewährte sich ab 1853 am Semmering, so dass sie auch bei anderen Bahnen in Österreich-Ungarn, der Schweiz, Frankreich, Spanien und weiteren Ländern in Dienst gestellt wurden.

## Bauformen
Bei Stütztenderlokomotiven ist die richtige Zuteilung zu Tender- und Schlepptenderlokomotiven schwierig und erfolgt bei den verschiedenen Bauformen unterschiedlich.

### Engerth

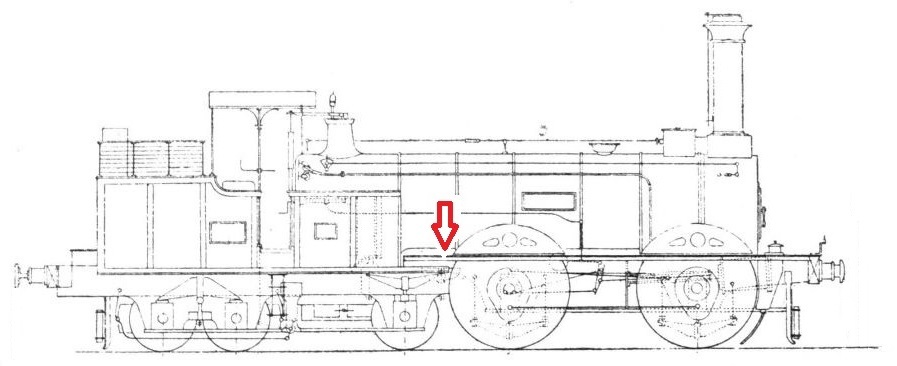
Engerth-Schnellzugslokomotive der k.k. Nördlichen Staatsbahn. Der rote Pfeil markiert das Kugelgelenk des Stütztenders.

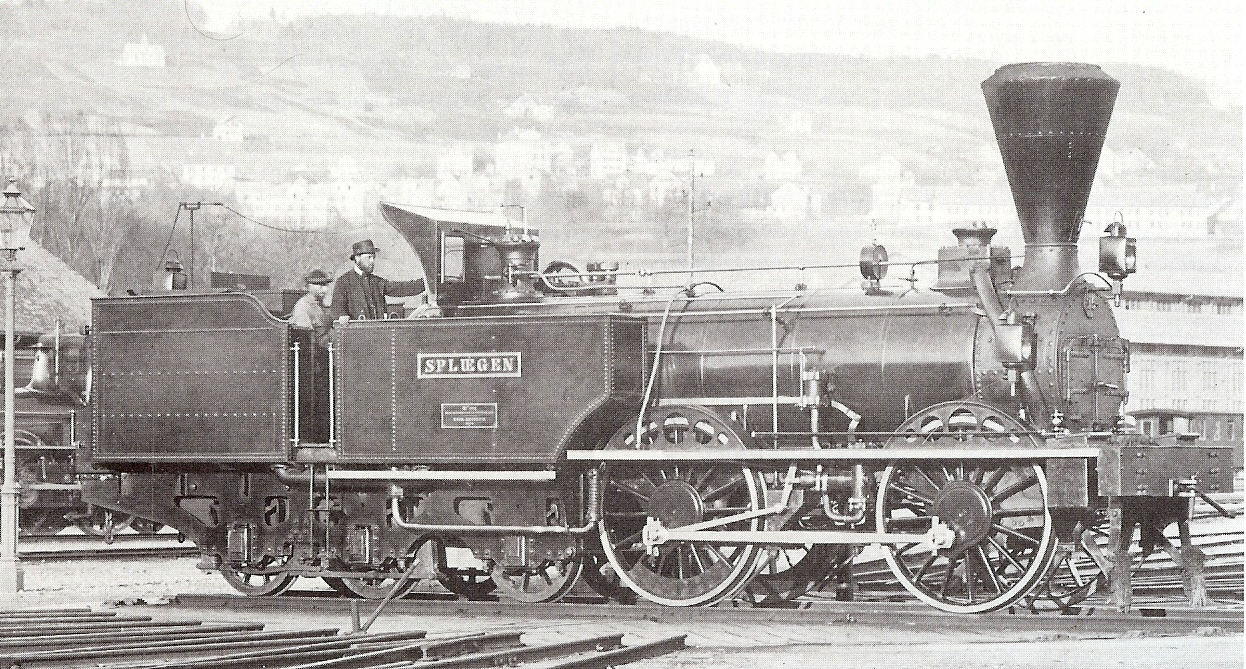
Wegen ihrer steigungsreichen Strecken beschafften die Vereinigten Schweizerbahnen Engerth-Lokomotiven wie die abgebildete Eb 2/5.

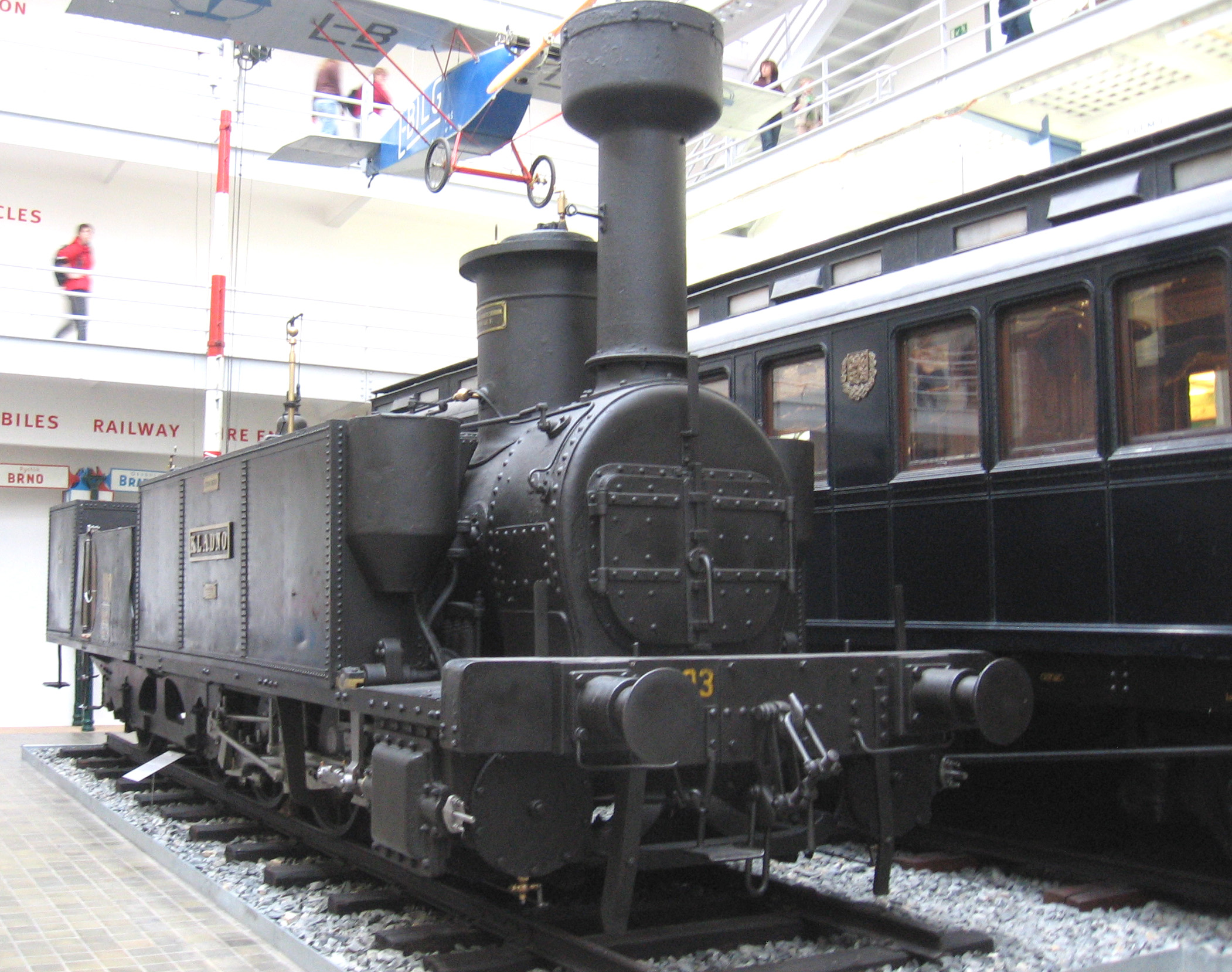
Engerth-Lokomotive „Kladno“ von 1855, ausgestellt im Technischen Nationalmuseum Prag.

Bei Engerth-Lokomotiven reichen die Tenderrahmen bis vor die Feuerbüchse. Die erste Tenderachse befindet sich vor der Feuerbüchse und stützt diese ab. Durch einen entsprechend ausgebildeten Tenderrahmen ließ sich auch ein breiter Feuerrost ausführen. Die Verbindung zwischen Lokomotive und Stütztender wird über ein Kugelgelenk hergestellt, das sich noch vor der ersten Tenderachse befindet. Bei der Bauform Engerth ist die Bezeichnung Tenderlokomotive mit gegliedertem Rahmen angebracht.
Die ersten Stütztenderlokomotiven Grünschacher bis Sonnwendstein (Bild ganz oben rechts) entstanden 1853 durch Wilhelm von Engerth für die Semmeringbahn in Österreich. Sie besaßen drei innen gelagerte, gekuppelte Achsen und einen zweiachsigen Tender, dessen zwei außen gelagerte Achsen über Zahnräder mit angetrieben wurden. Der Zahnradantrieb der Tender bei den ersten Lokomotiven bewährte sich nicht, wohl aber das Prinzip der Stütztenderlokomotive, so dass die weiteren Maschinen ohne Tenderantrieb gebaut wurden.

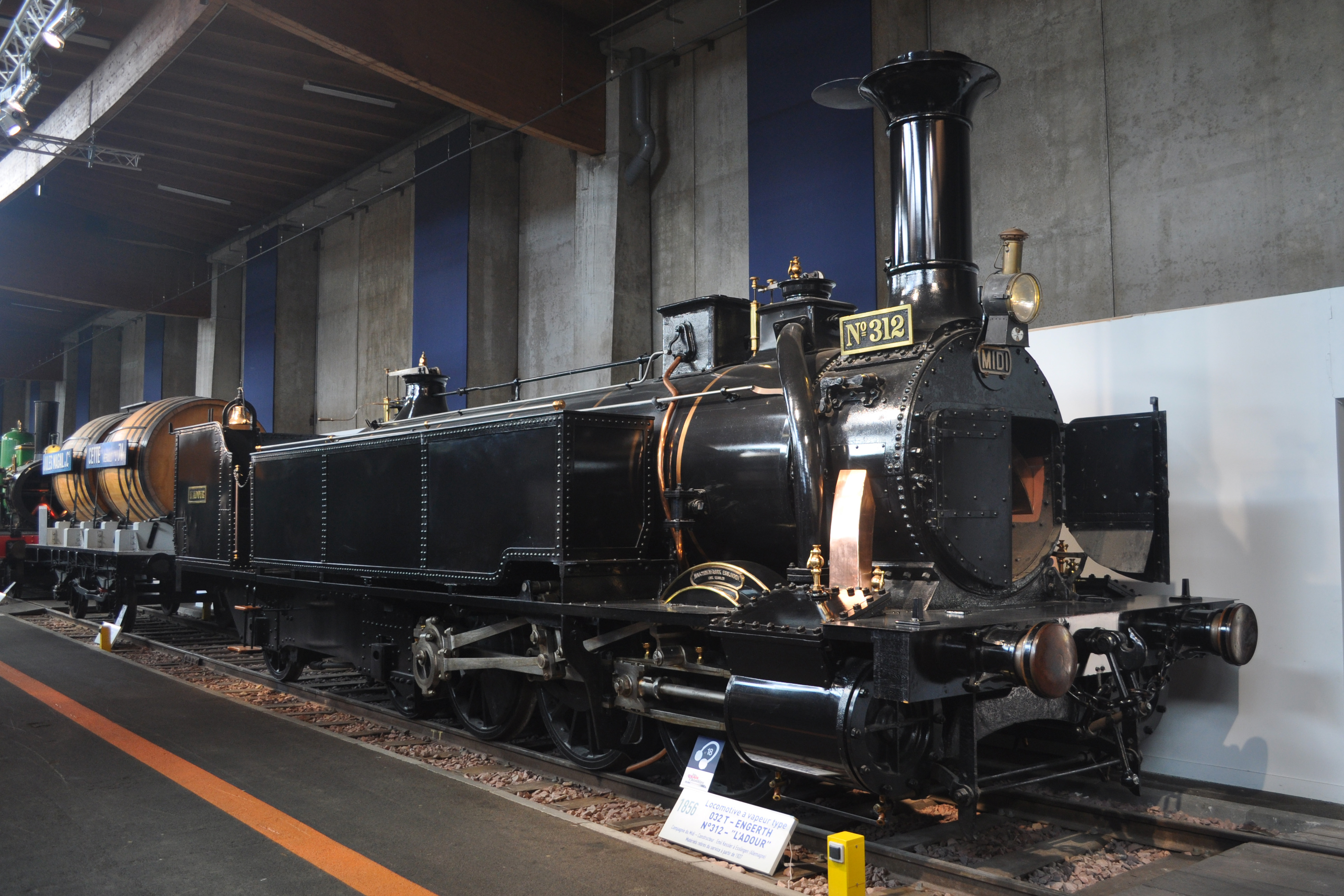
Engerth-Lok Nr. 312 l'adour der Chemins de fer du Midi im Eisenbahnmuseum Mülhausen.

Die Schweizerische Centralbahn (SCB), die Vereinigten Schweizerbahnen und die Jura industriel hatten zeitweise einen großen Bestand von Engerth-Lokomotiven. Die erste Serie wurde zwischen 1854 und 1858 von der Maschinenfabrik Esslingen 26 Ec 2/5 an die SCB geliefert, wovon die „Genf“ als älteste betriebsfähige Lokomotive der Schweiz noch erhalten ist. Die Bayerische Staatsbahn beschaffte die zweifach gekuppelte B V PHOENIX sowie fünf dreifach gekuppelte C II.
Mit der Zunahme des Verkehrs machte sich die begrenzte Kapazität der neben dem Dampfkessel liegenden Wasserkästen nachteilig bemerkbar. Weil durch den Wasserverbrauch das Adhäsionsgewicht sank, verringerte sich während der Fahrt die Zugkraft. Nachteilig waren auch die beschränkten Platzverhältnisse für die Kohlevorräte auf dem Stütztender. Die mit der weiteren technischen Entwicklung entstandenen Lokomotivkonstruktionen waren den Stütztendermaschinen ebenbürtig und so wurden im Laufe der Zeit viele Engerth-Lokomotiven umgebaut. Die österreichische Südbahn beispielsweise ergänzte ihre ersten 26 Stütztenderlokomotiven mit einer vierten seitlich verschiebbaren Kuppelachse und ersetzte den Stütztender durch einen Schlepptender.

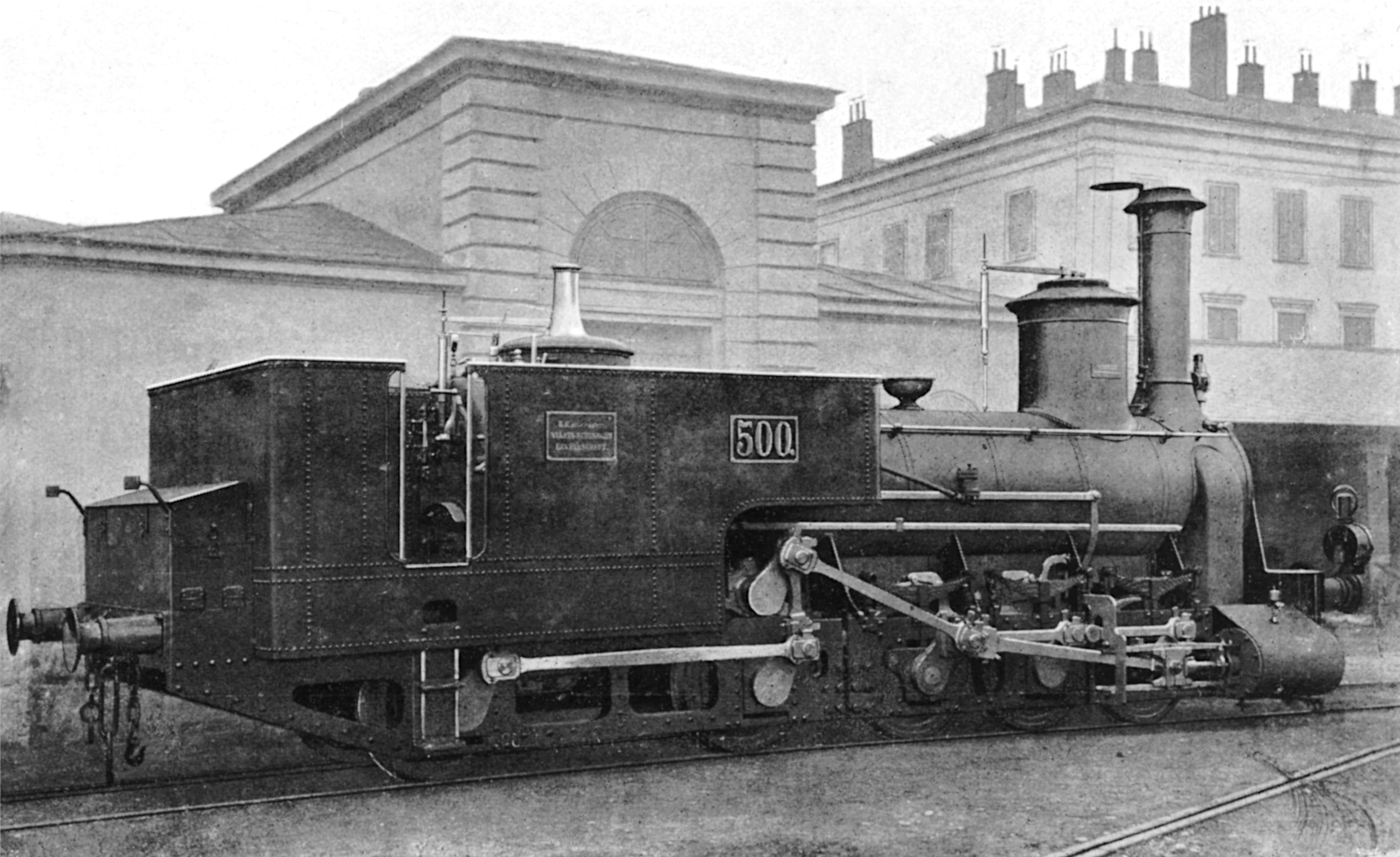
Engerth-Fink-Lokomotive „Steyerdorf“ der StEG für die Banater Montanbahn.

### Engerth-Fink
Pius Fink stand ab 1859 im Dienst der Lokomotivfabrik der StEG. Dort entwarf er die Stütztenderlokomotive StEG I 500–503, bei der die Achsen des Tenders über eine Blindwelle zusätzlich angetrieben wurden. Drei dieser Lokomotiven, die „Steyerdorf“, die „Krahsova“ und die „Gerliste“ wurden ab 1863 von der Österreichisch-Ungarischen Staatseisenbahn-Gesellschaft eingesetzt. Der Bauart war jedoch kein dauernder Erfolg zuteilgeworden.

### Beugniot

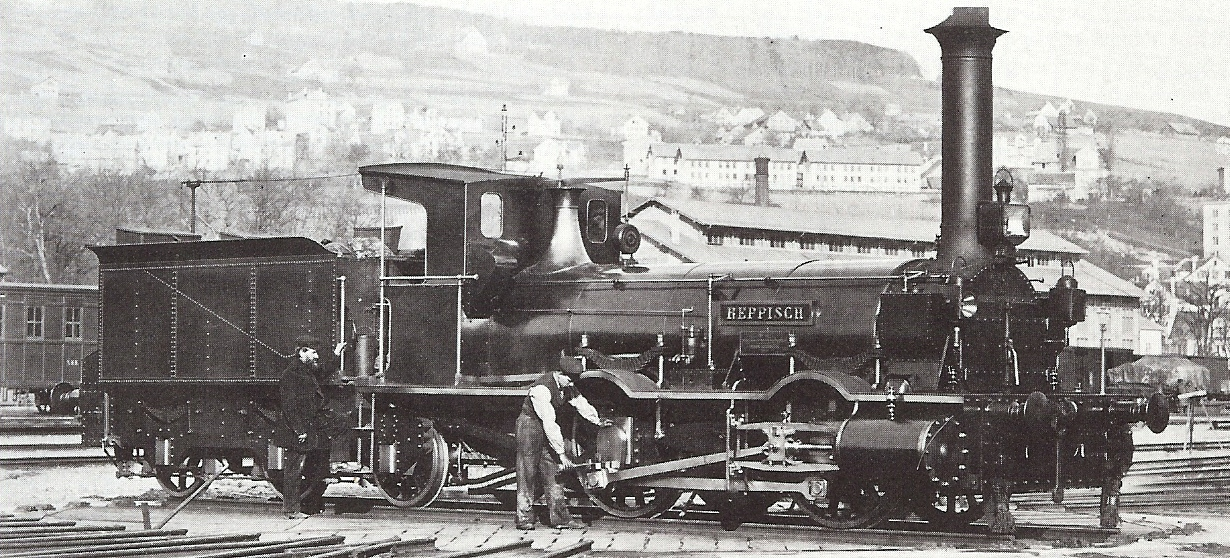
Die unruhig laufenden Beugniot-Stütztender-Lokomotiven D 2/2 der Schweizerischen Nordostbahn wurden nach nur 15 Jahren ausgemustert.

Bei der nach Édouard Beugniot benannten Konstruktion stütze der Tender nur den überhängenden Teil der Feuerbüchse zur Verminderung des Nickens der Lokomotive oder zur Aufnahme eines kleinen Anteils des Lokomotivgewichts.
Das Maschinenbauunternehmen André Koechlin unter der Leitung von Édouard Beugniot lieferte 1859 der Compagnie Paris-Lyon-Méditerranée zwei D3'-Lokomotiven „la rampe“ und „la courbe“. Je zwei von Innenzylindern über Hallschen Kurbeln angetriebenen Kuppelachsen waren durch waagrechte Doppelhebel miteinander verbunden und gewährleisteten eine gute Kurvenbeweglichkeit. Eine Bauart mit Außenzylindern kam in Italien auf der Giovi- und der Porrettanastrecke zum Einsatz.

### Behne-Kool

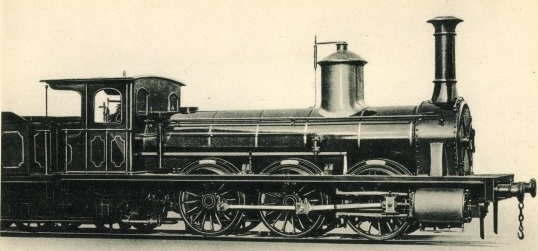
Stütztenderlokomotive Bauart Behne-Kool der Braunschweiger Eisenbahn.

Lokomotiven mit Stütztender der Bauart Behne-Kool hatten eine lange nach hinten überhängender Feuerbüchse, ebenfalls nach Behne-Kool benannt, in der auf zwei hintereinanderliegenden Rosten minderwertiger Brennstoff verfeuert werden konnte. Zur Vermeidung einer Überlastung der hintersten Lokomotivachse stütze sich die Feuerbüchse auf den Tender ab. Da der Tenderrahmen bis beinahe zur Feuerkastenmitte fortgesetzt ist und dort einen Teil des Lokomotivgewichts auf die erste, unter der Feuerbüchse liegende Tenderachse überträgt, können Behne-Kool-Maschinen als Tenderlokomotiven betrachtet werden.
In Deutschland wurden Stütztenderlokomotiven dieser Bauart zwischen 1861 und 1872 von Egestorff in Hannover-Linden bzw. Hanomag für die Braunschweigische Staatsbahn gebaut. Diese Maschinen mit der Achsfolge B3' und C3' hatten eine Behne-Kool-Feuerbüchse, in der auch Kohlenklein und ungesiebte Grubenkohle verfeuert werden konnten. In Belgien hatten Lokomotiven der Bauart Behne-Kool unter Alfred Belpaire noch größere Verbreitung.

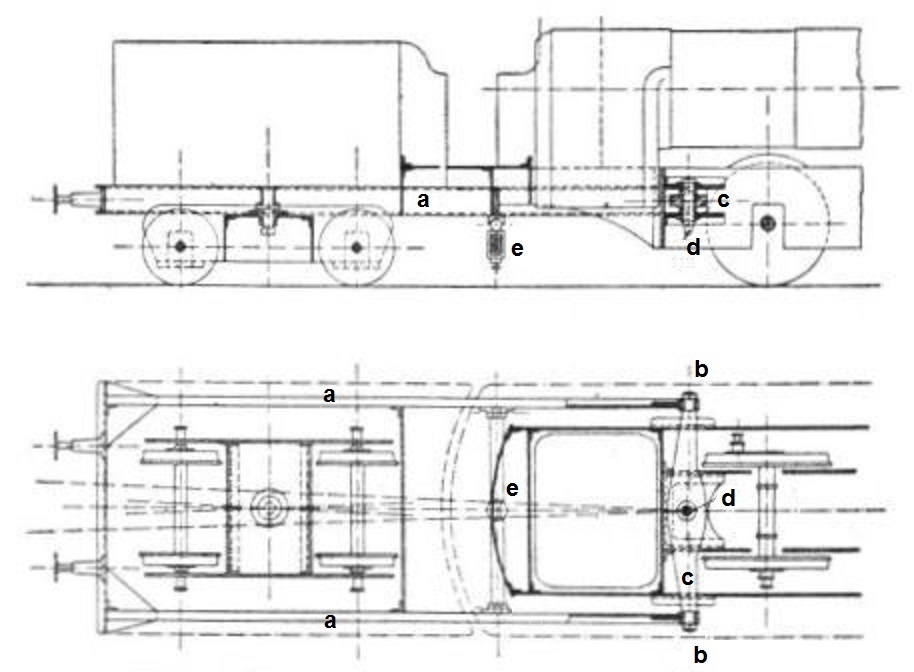
Die vorderen Enden der Tenderlangträger a des Klose-Stütztenders greifen an den Endzapfen b eines Querträgers c an, der sich um einen am Lokomotivrahmen befestigten Bolzen d waagrecht drehen kann. Das hinten überhängende Ende der Lokomotive stützt sich über eine Querfeder in einem mittleren Punkt e auf die Tenderlangträger ab. Die Zugkraft der Lokomotive wird somit vom Hauptrahmen der Maschine durch den Dreh- und Kupplungsbolzen d auf die Tenderlangträger a und von hier auf die Kupplung am hinteren Tenderende übertragen.

### Schneider
Schneider in Creusot hat beim Bau von Güterzuglokomotiven für die französischen Nord- und Ostbahnen die Grundform von Engerth abgewandelt. Das Drehgelenk zwischen Lokomotiv- und Stütztenderrahmen, das sich bei Engerth zwischen der letzten Lokomotivachse und der ersten Tenderachse vor der Feuerbüchse befindet, hat er beibehalten. Die Tenderachse vor der Feuerbüchse hat er jedoch durch eine Lokomotivachse ersetzt und somit eine Schlepptenderlokomotive geschaffen.
Das Gleiche gilt für die nachfolgend beschriebenen Bauarten Klose und Krauss:

### Klose
Adolf Klose beschäftigte sich seit Anfang der 1870er-Jahre mit dem Studium der Tenderkupplung und erbaute 1876 die B 2/3 der Vereinigten Schweizerbahnen mit einem einachsigen Tender, der sich um einen ideellen Drehpunkt bewegte, das hintere Lokomotivende jedoch nicht abstützte. Der Stütztender Bauart Klose mit gefederter Abstützung des hinteren Lokomotivendes gelangte erstmals bei den ebenfalls von Krauss-Linz erbauten Lokomotiven IIIa4 der Bosna-Bahn zur Anwendung. Wie bei den Engerth-Lokomotiven befindet sich der Drehpunkt des Stütztenders vor der Feuerbüchse. Im Gegensatz dazu befindet sich die erste Tenderachse nicht vor, sondern hinter der Feuerbüchse.
Die ab 1900 von Krauss in Linz erbauten IIIa5 der Bosnisch-Herzegowinischen Staatsbahnen (BHStB) konzipierte Klose mit einem zweiachsigen Krauss-Stütztender.

#### Lokomotiven mit Klose-Stütztender

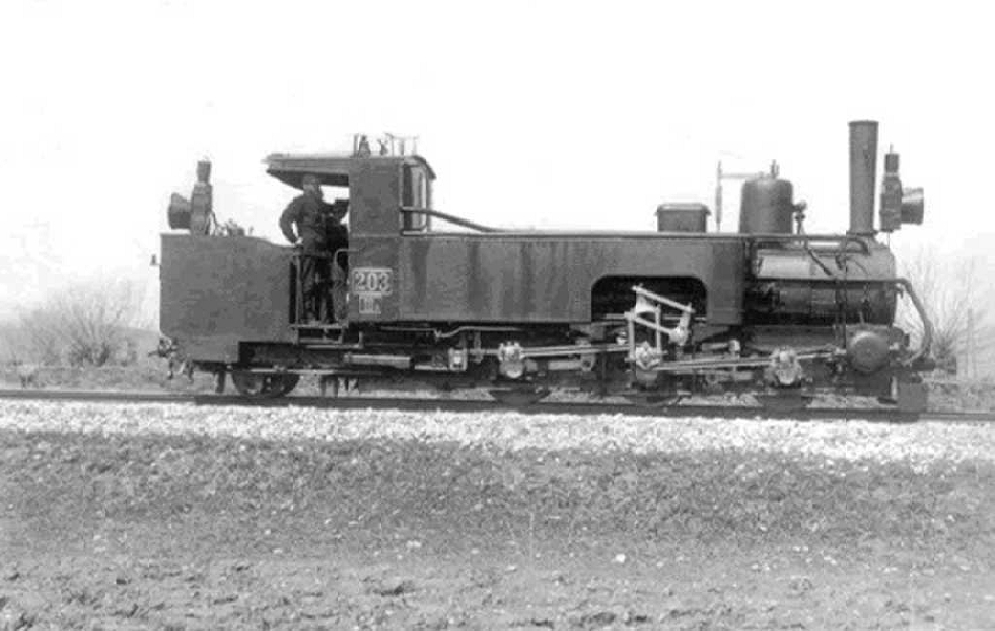
Die IIIa4 der Bosna-Bahn und der BHStB waren die ersten Maschinen mit Klose-Stütztender.
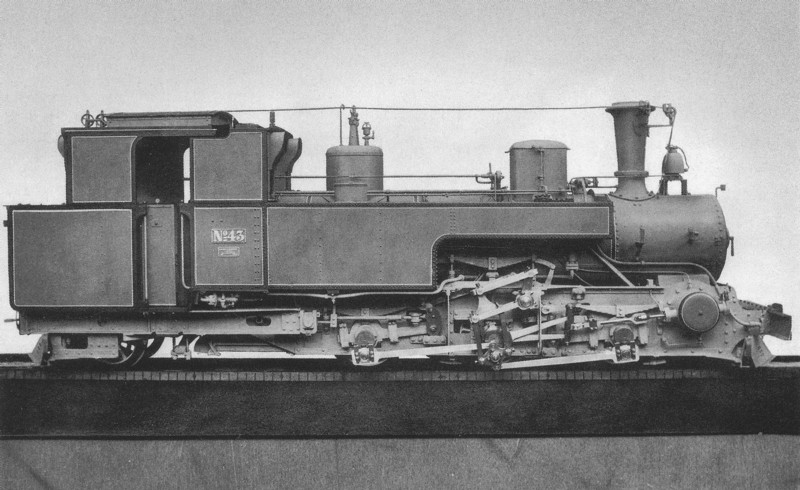
Die Sächsische III K war weitgehend baugleich mit der bosnischen IIIa4.
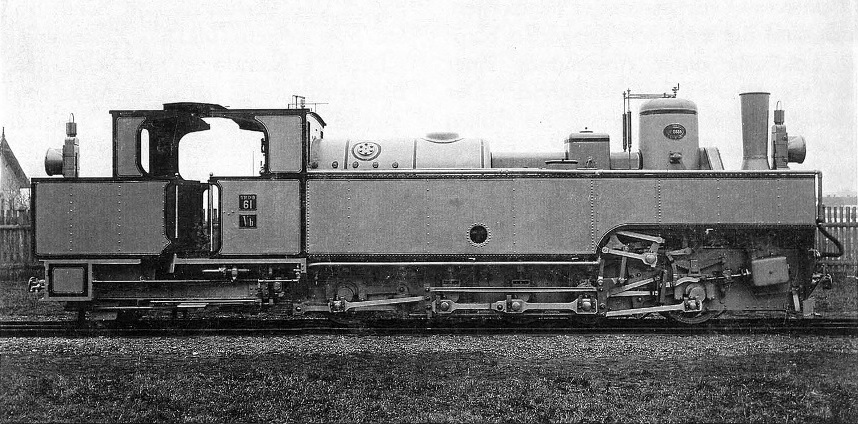
Die Fünfkupplermaschine Vb6 der BHStB blieb ein Einzelstück.
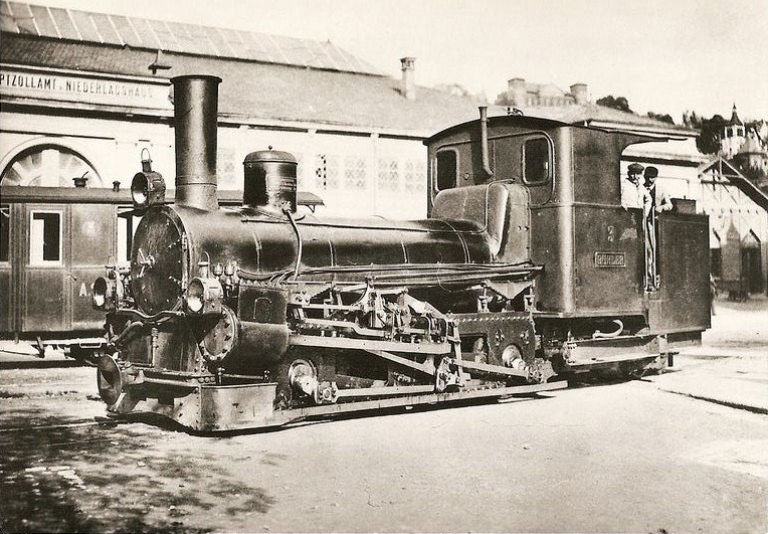
Von Klose konstruierte Zahnrad-Meterspurlokomotive HG 2/3 der Appenzeller Strassenbahn mit Klose-Stütztender.
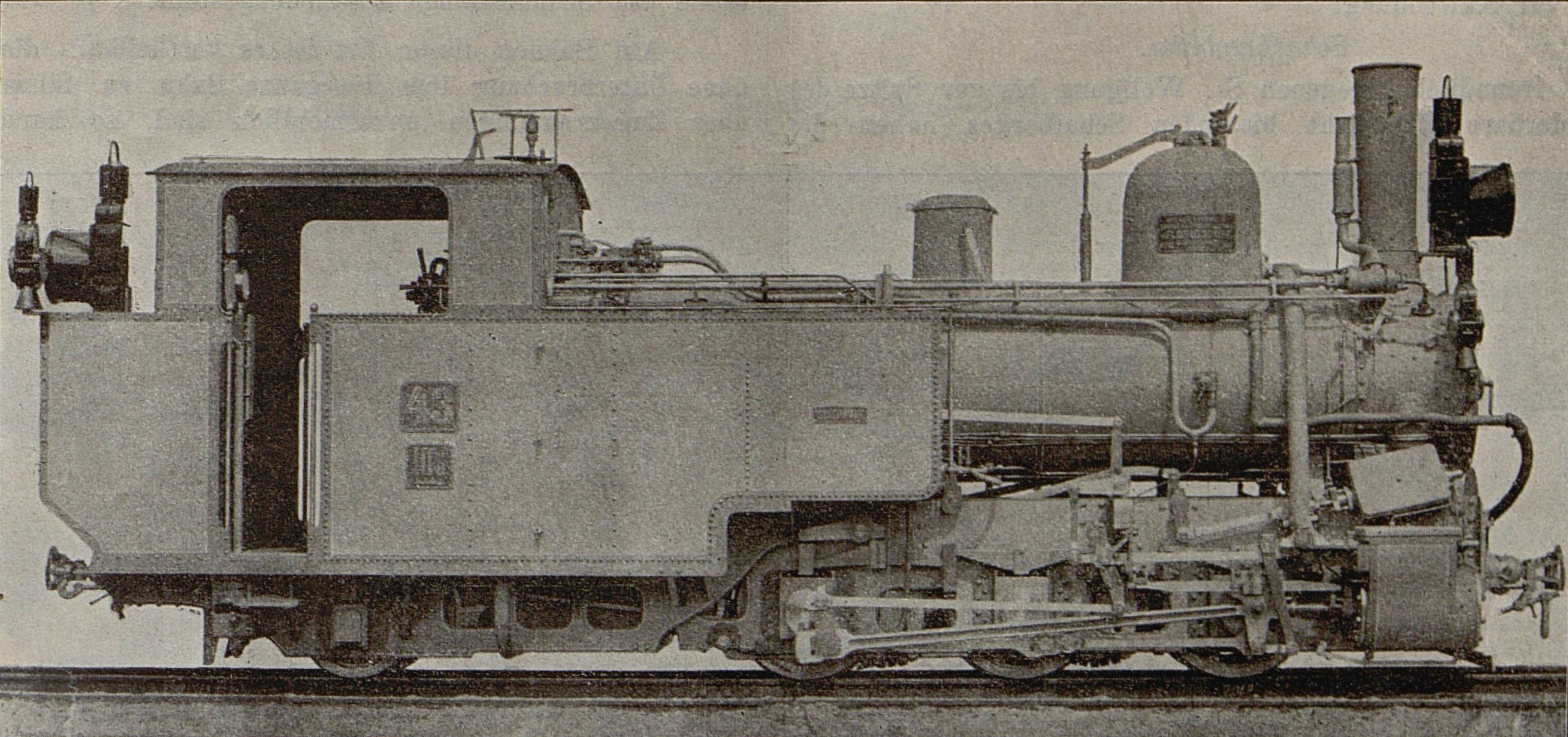
IIIb4 der BHStB für gemischten Zahnrad- und Adhäsionsantrieb über den Ivanpass
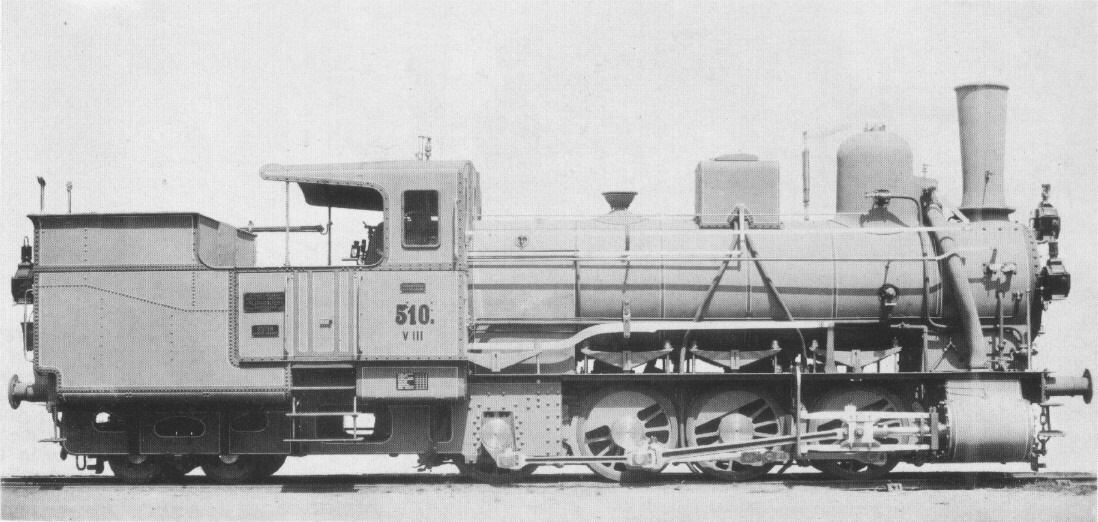
Im Gegensatz zu den schmalspurigen Stütztenderlokomotiven bewährte sich die für die Arlbergbahn beschaffte normalspurige kkStB 79 weniger.

### Krauss

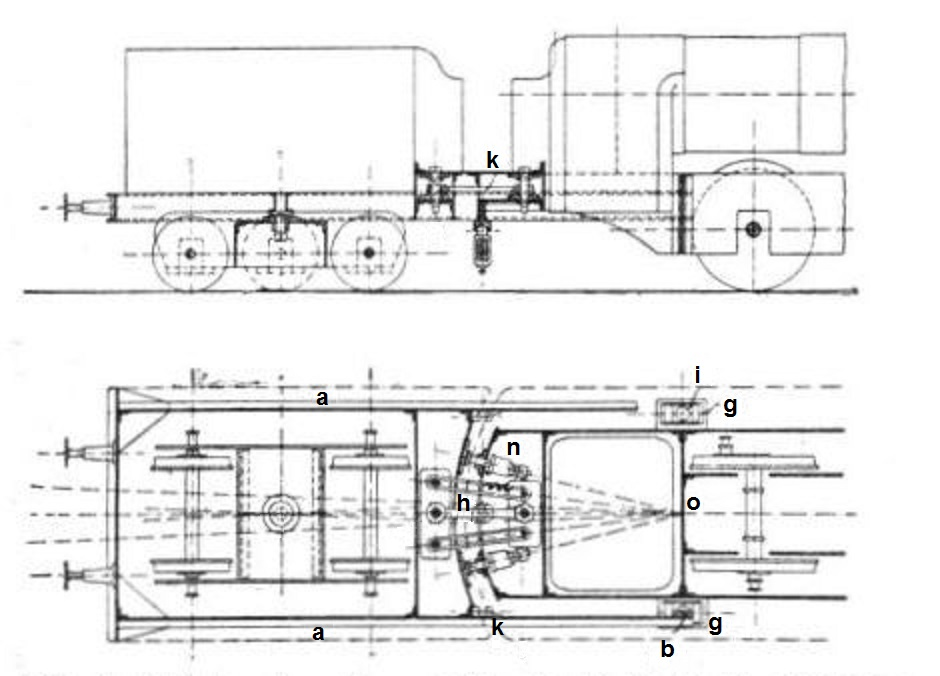
Beim Stütztender der Bauart Krauss wird aus Platz- und Gewichtsgründen auf den bei den Klose-Maschinen vorhandenen Drehzapfen verzichtet. Er wurde durch die Zugvorrichtung und zwei seitlich am Lokomotivrahmen befestigte Prismenführungen g ersetzt, was die Verdrehung von Lokomotive und Stütztender um einen ideellen Drehpunkt d ermöglicht.

Nachdem die Stütztenderlokomotiven auf Normalspur ihre Berechtigung verloren hatten, gelangten sie auf Schmalspur zu neuer Blüte. Bei der Weiterentwicklung von Krauss, wie sie ab der Jahrhundertwende ausgeführt wurde, erfolgt die Abstützung des hinteren Lokomotivendes wie bei Klose. Die Übertragung der Zugkräfte erfolgt jedoch nicht über Tenderlangträger a (siehe Bild rechts), sondern eine über gewöhnliche Zug- und Stoßkupplung zwischen Maschine und Stütztender. Der bei den Klose-Maschinen vorhandene Drehzapfen d ist, um Platz und Gewicht zu sparen, durch die Zugvorrichtung und zwei seitlich am Lokomotivrahmen befestigte Prismenführungen g ersetzt, in denen die vorderen Enden der Tenderlangträger a in einem Kugelzapfen h längsverschieblich gelagert sind. Die gegenseitige Drehung von Lokomotive und Stütztender erfolgt um einen ideellen Drehpunkt o, welcher sich im Schnittpunkt der Querverbindungslinie der Kugelzapfen h mit der Mittellinie des Kuppeleisens k befindet. Um sich der Drehung um diesen Punkt anzupassen, sind das Kuppeleísen k und die Spannpuffer n der Stütztenderkupplung nach o hin gerichtet. Die Verbindung der Lokomotive mit dem Stütztender wird in der Querrichtung durch die Gleitstücke i und in der Längsrichtung durch die Kupplung hergestellt.
Stütztenderlokomotiven der Bauarten Klose und Krauss kamen insbesondere bei Schmalspurbahnen mit vielen engen Kurven zum Einsatz. Sie erlaubten den Bau von kurvengängigen Dampflokomotiven mit großen Heiz- und Rostflächen.

#### Lokomotiven mit Krauss-Stütztender

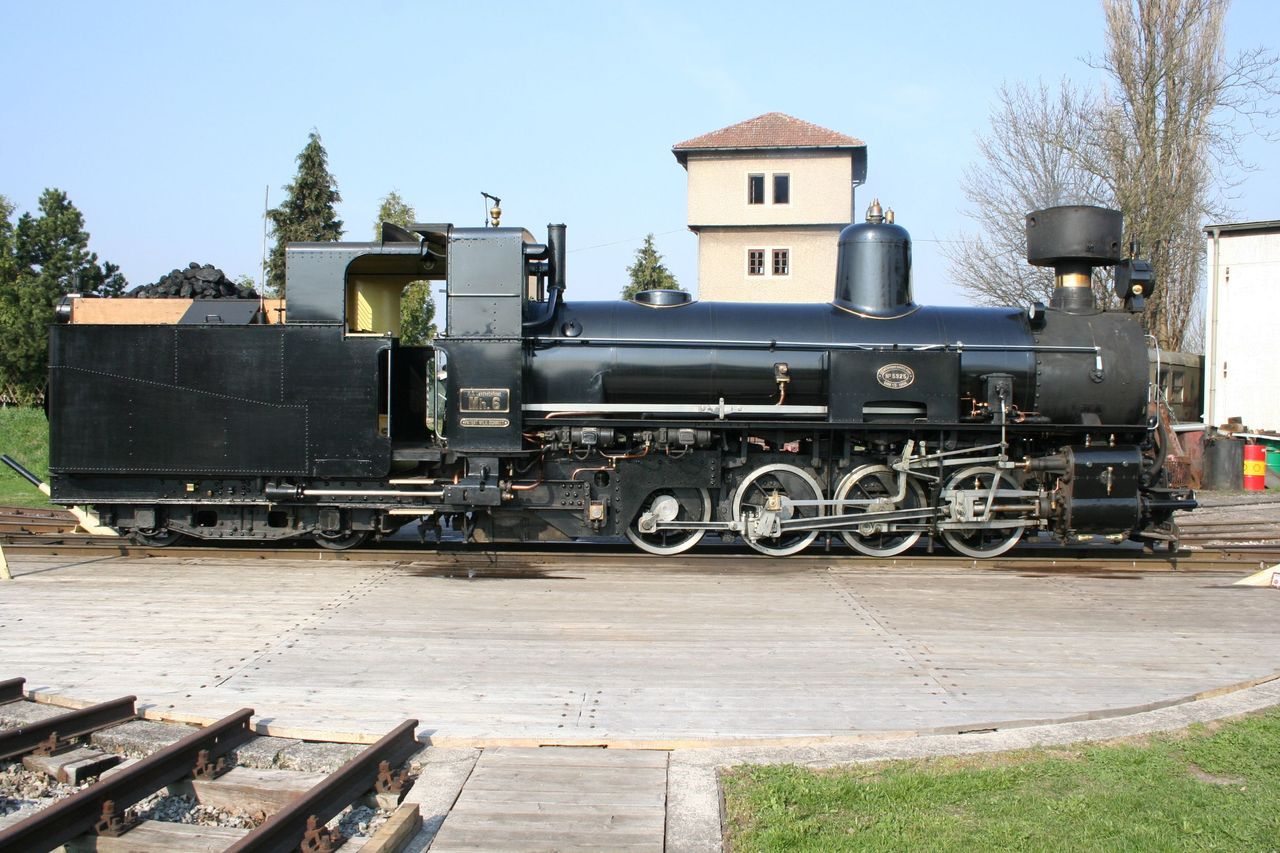
Krauss stattete die für Mariazellerbahn entwickelte Reihe Mh in Bosnischer Spurweite mit dem selbst entwickelten Stütztender aus.
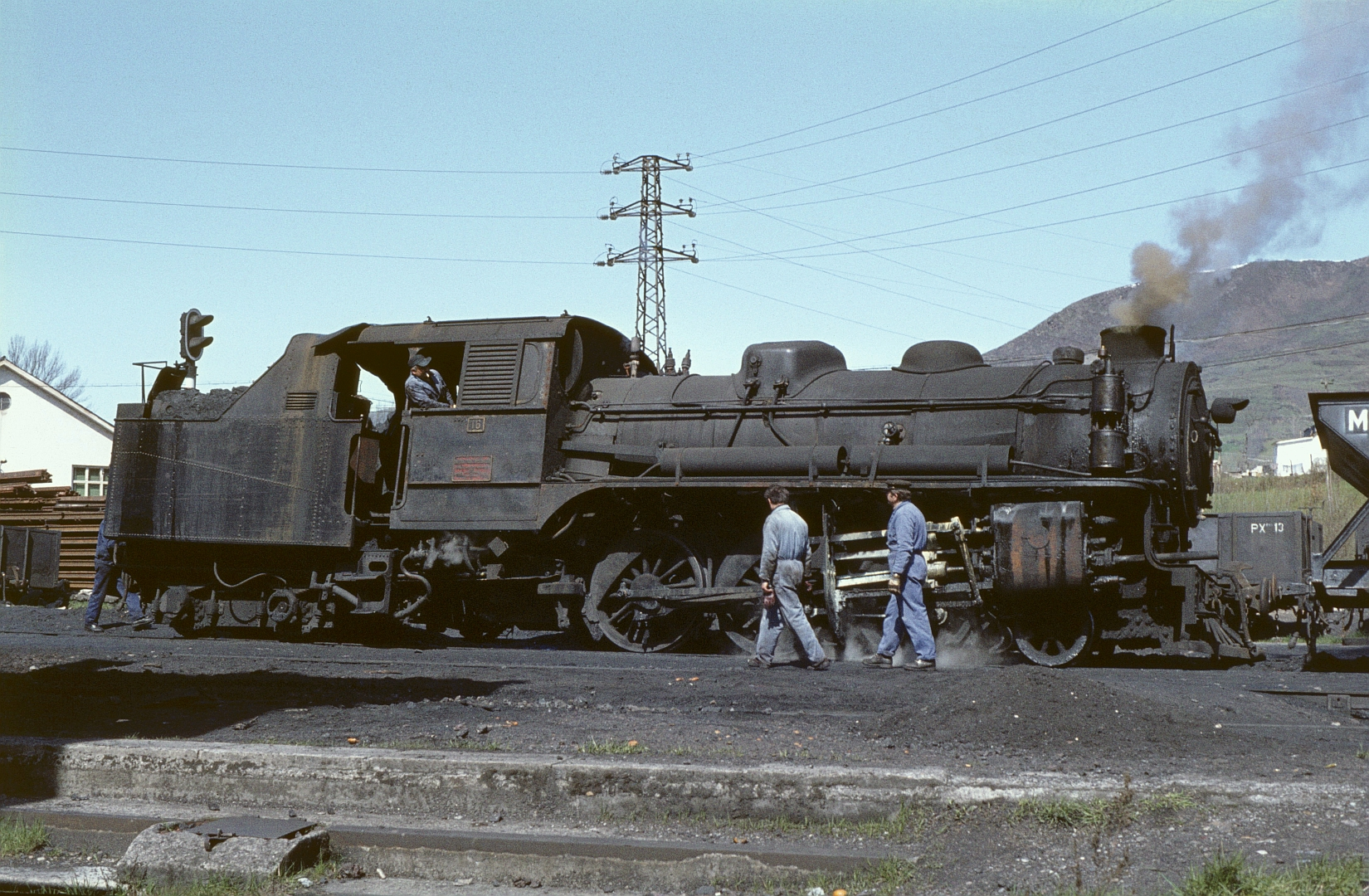
Die von Krauss und Maffei gebauten Meterspurlokomotiven bewährten sich in Nordspanien.[10] Maschine Nr. 16 in Villablino.
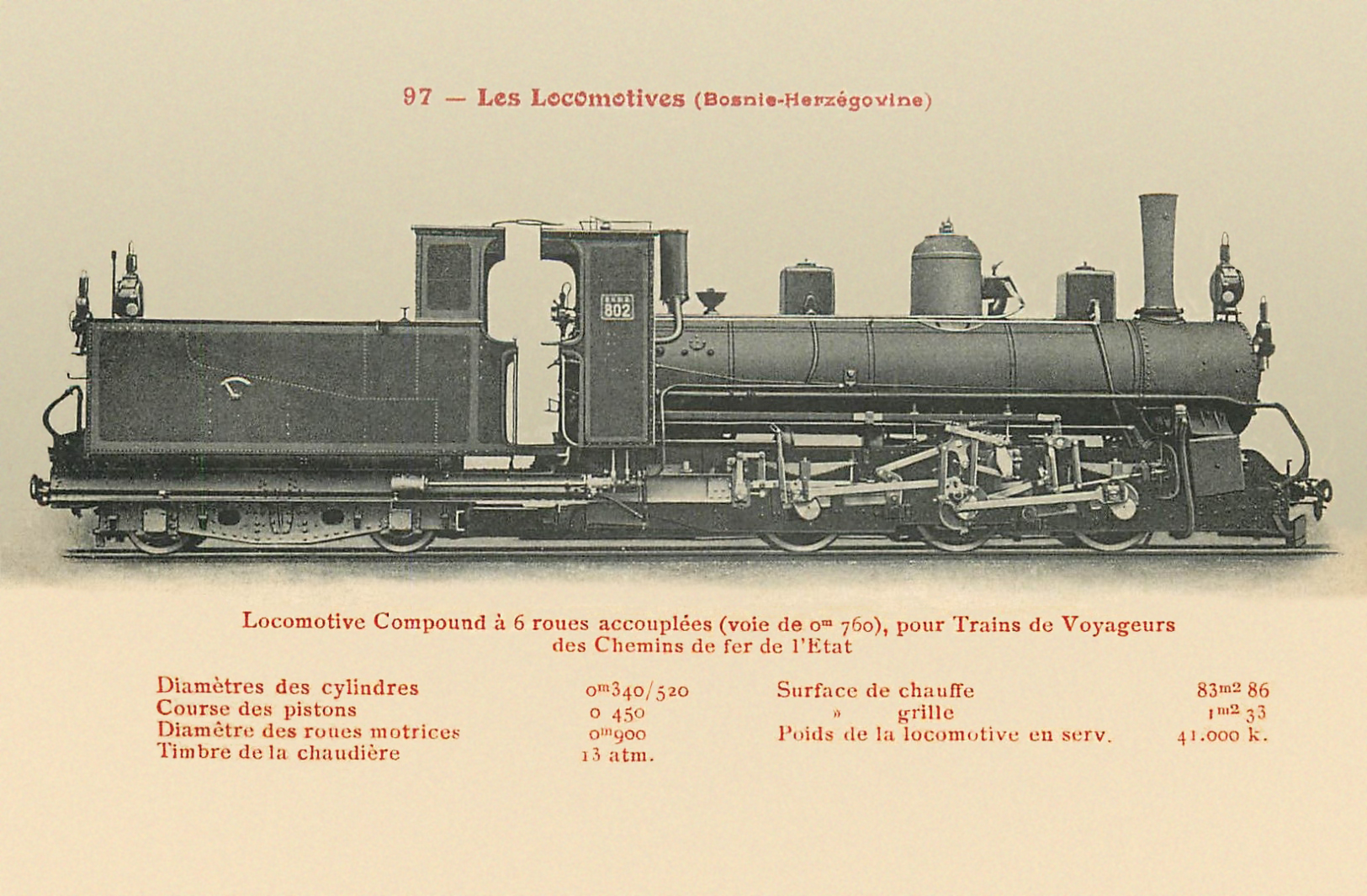
Krauss-Stütztender einer JDŽ 186 (ursprünglich IIIa5 der BHStB) mit 760 mm Spurweite der Jugoslawischen Staatsbahnen.
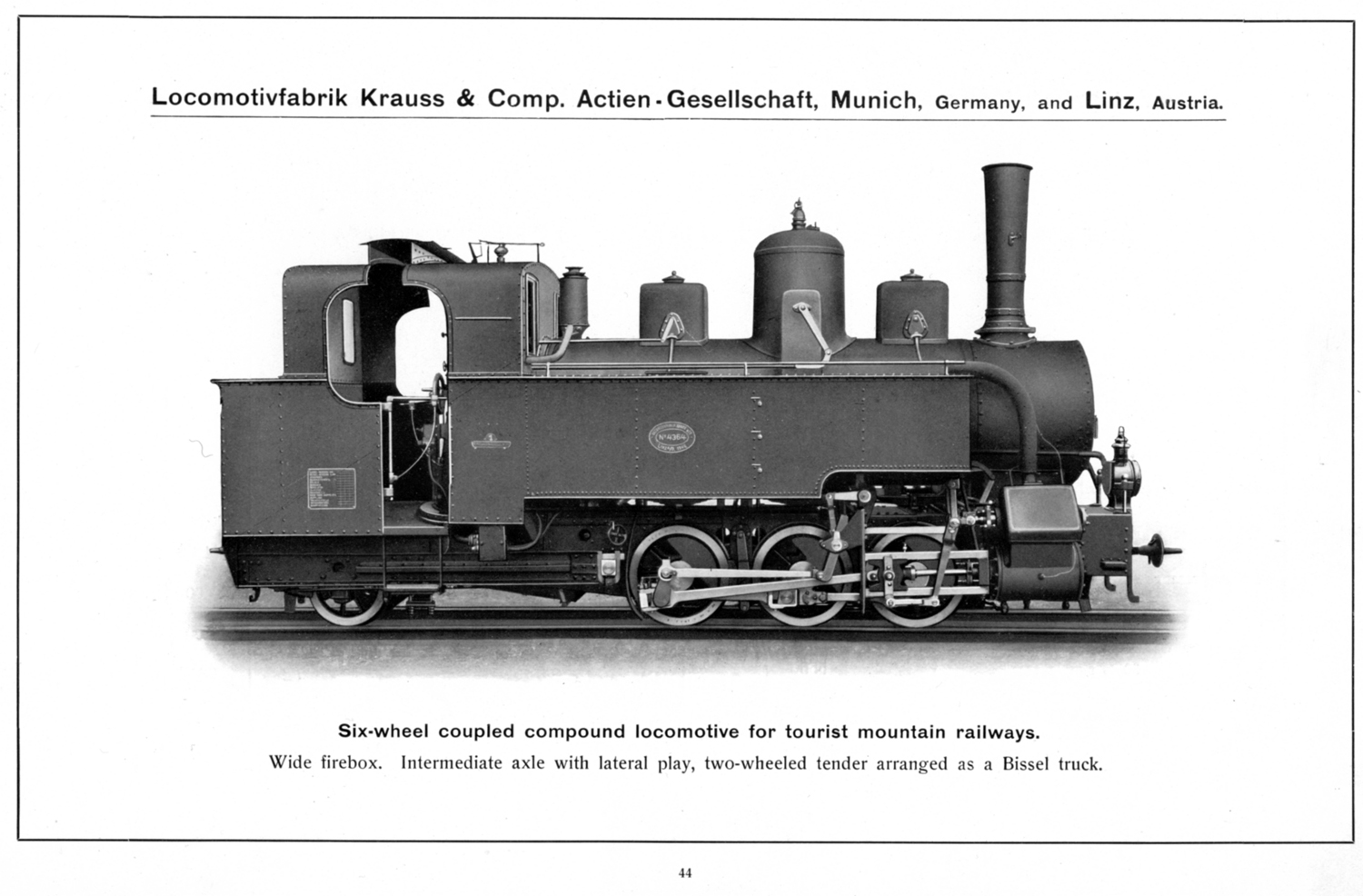
C1’-gekuppelte Meterspurmaschine Nr. 1[2] der Lokalbahn Innsbruck–Igls.